# Wilhelm Hencke
August Wilhelm Heinrich Hencke (* 4. Mai 1797 in Neustettin; † 21. April 1860 in Berlin) war ein preußischer Generalmajor.

## Leben

### Herkunft
Wilhelm war der Sohn des Stadtwundarztes Daniel Gottfried Hencke und dessen Ehefrau Johanna Wilhelmine Charlotte, geborene Dummann.

### Militärkarriere
Hencke trat während der Befreiungskriege 1813 als freiwilliger Jäger in das Jägerdetachement des Regiments Garde der Preußischen Armee ein. Er nahm 1813/14 am Feldzug gegen Frankreich teil und wurde am 8. Juni 1815 als Sekondeleutnant in das 7. Garnisons-Bataillon versetzt. Am 3. August 1816 wurde er zunächst dem 21., am 28. August 1816 dem 14. und am 7. Mai 1817 dem 20. Infanterie-Regiment aggregiert, bevor er am 3. April 1820 mit Inaktivitätsgehalt aus der Armee ausschied.
Am 28. November 1820 trat Hencke erneut in die Armee ein, wurde als Sekondeleutnant im 20. Infanterie-Regiment angestellt und avancierte bis Mitte Mai 1838 zum Kapitän und Kompaniechef. Mit Patent vom 20. Mai 1834 erfolgte am 30. März 1840 seine Versetzung in das 14. Infanterie-Regiment. Unter Beförderung zum Major wurde Hencke am 30. April 1841 als Kommandeur des II. Bataillons in das 10. Landwehr-Regiments versetzt. Daran schloss sich ab dem 10. Juni 1848 eine Verwendung im 10. Infanterie-Regiment in Breslau an und hier stieg er Mitte November 1849 zum Oberstleutnant auf. Am 22. September 1851 wurde Hencke zum Oberst befördert und zum Kommandeur des 30. Infanterie-Regiment ernannt. In dieser Stellung erhielt er am 30. Juni 1852 den Roten Adlerorden IV. Klasse. Am 10. November 1855 nahm Hencke seinen Abschied als Generalmajor mit Pension. Am 5. Juli 1859 wurde er dann mit Pension zur Disposition gestellt. Er starb am 21. April 1860 in Berlin und wurde am 24. April 1860 auf dem Garnisonfriedhof beigesetzt.

### Familie
Hencke heiratete am 8. Mai 1830 in Martinskirchen (Altbelgern) Emma Barth (1808–1890), die Tochter des Torgauer Kauf- und Schiffsherrn Gottlieb Friedrich Barth.